# 拉瓜地亞機場
拉瓜迪亞機場（英語：LaGuardia Airport）是美國紐約都會區的三大機場之一，位於紐約市皇后區，面向法拉盛灣。此機場是以前紐約市長菲奧雷洛·H·拉瓜迪亞（Fiorello LaGuardia）命名。目前，機場是由紐約與新澤西港務局負責管理及營運，此管理局同時也管理營運甘迺迪國際機場和紐華克自由國際機場。
拉瓜迪亞機場由美國國內線主導，同時有少量國際線航班營運。截至2019年，拉瓜迪亞機場是紐約都會區第三繁忙的機場，次於約翰·肯尼迪國際機場和紐瓦克自由國際機場，按客運量計算是美國第二十一繁忙的機場。拉瓜迪亞機場雖是美國航空及達美航空的樞紐，但是商業航班仍受嚴格規限限制，包括宵禁、限時降落，以及一項禁止多數不經停航線來往超過1500英里的周界規定。
2000年代至2010年代，拉瓜迪亞機場都一直被受詬病，機場設施殘舊破損、機場營運低效、客戶服務差劣等。為了回應這些批評，紐約及新澤西港口事務管理局於2015年公佈將耗資80億美元對機場客運設施進行重建，預計於2025年全面完工。

## 設施

### 客運大樓
拉瓜迪亞機場設有三個客運大樓（A、B及C）共72個登機閘口。三個客運大樓以巴士和天橋相連。所有客運大樓的指示牌都由Paul Mijksenaar設計。一如其他港務局機場，拉瓜迪亞機場部分客運大樓由航空公司管理和維護。B客運大樓曾經直接由港務局營運，但截至2016年，B客運大樓已經交由一間私人公司LaGuardia Gateway Partners營運。

#### A客運大樓
A客運大樓又被称为海军航空站（Marine Air Terminal，MAT），是机场建成之初便已投用的航站楼。建成之初曾有泛美航空水上飞机执飞的国际航班停靠当时的水上飞机在長島灣降落后滑行至此地。水上飞机于1947年停运，而该航站楼则于1952年2月停运商业航班，改以通用航空为主。1986年，泛美航空在收购纽约航空后重启该航站楼，用作往波士顿、华盛顿的短途航班航站楼。1991年达美航空收购泛美后于1991年9月1日起继续使用航站楼。1995年，该航站楼被列为历史地标。2000年代该航站楼进行翻新工程，于2004年12月2日拉瓜迪亚建成65周年日时完成。
2017年，捷蓝航空和阿拉斯加航空开始使用该航站楼，而达美航空则将所有航班转移至C楼，但阿拉斯加航空则于2018年10月27日退出。2021年4月28日，精神航空开始使用该航站楼执飞往劳德代尔堡航班。捷蓝于2021年7月9日转移至B楼营运后，至此精神航空成为唯一使用该航站楼的航司。

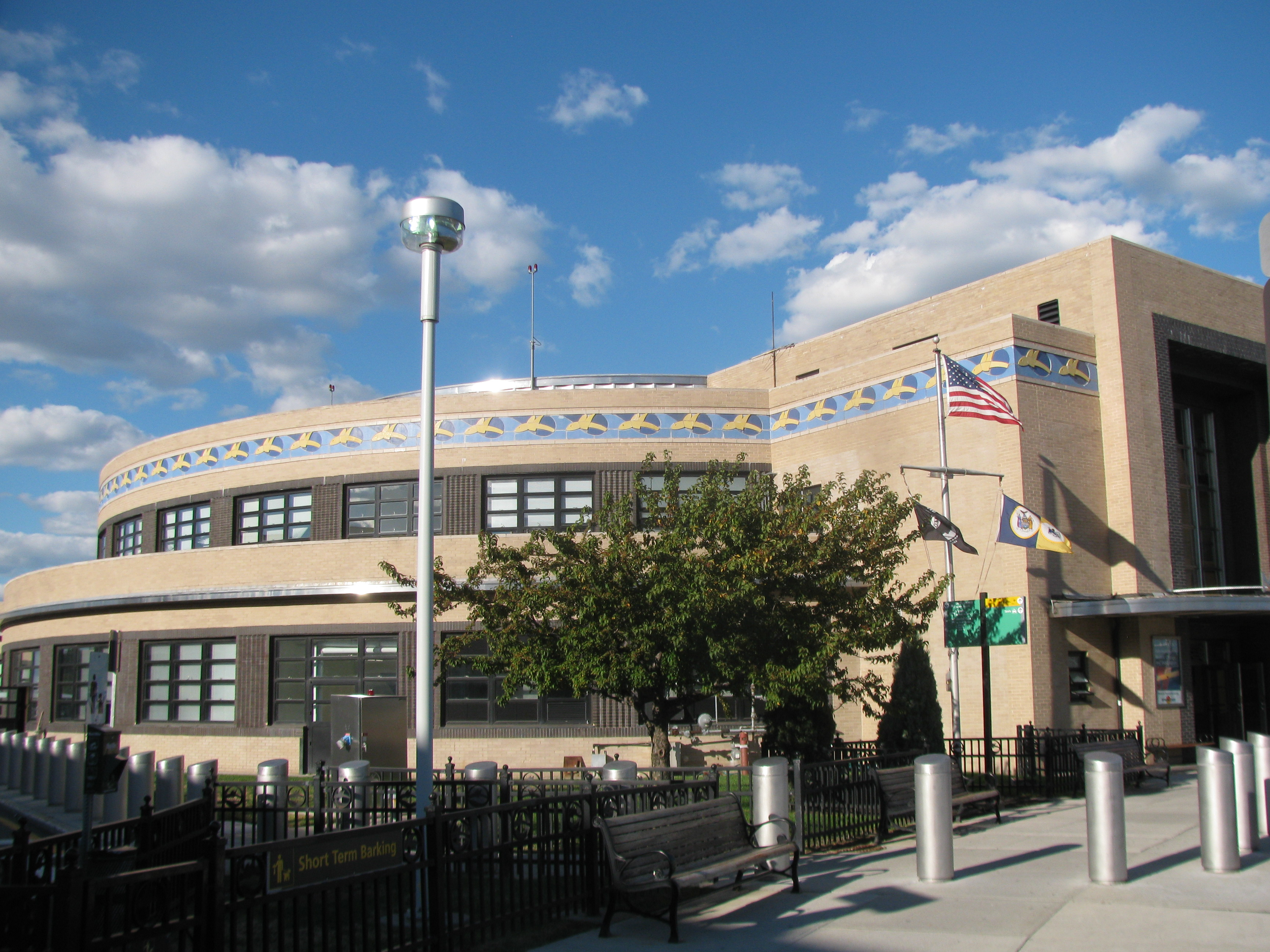
A楼外景
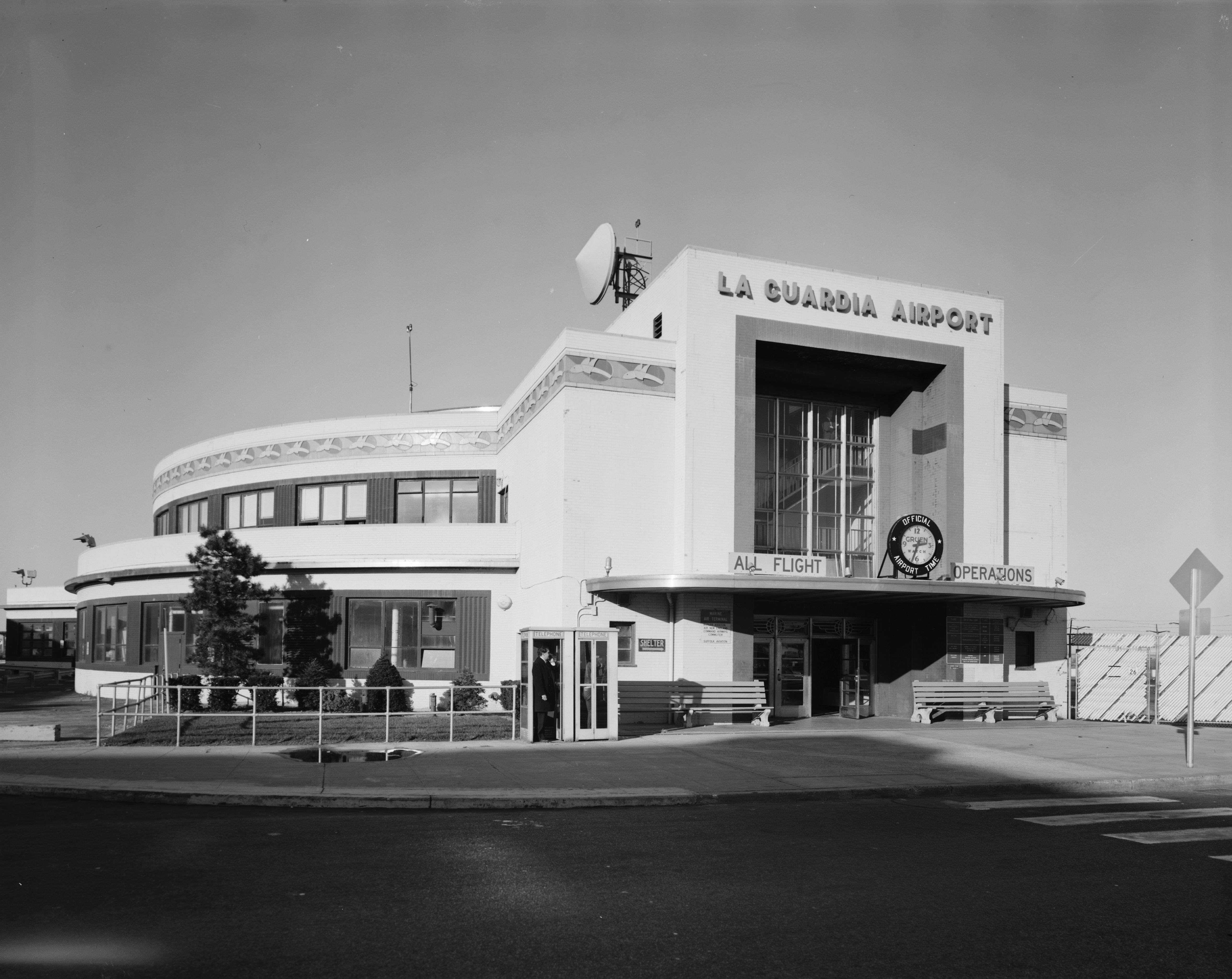
1974年的航站楼
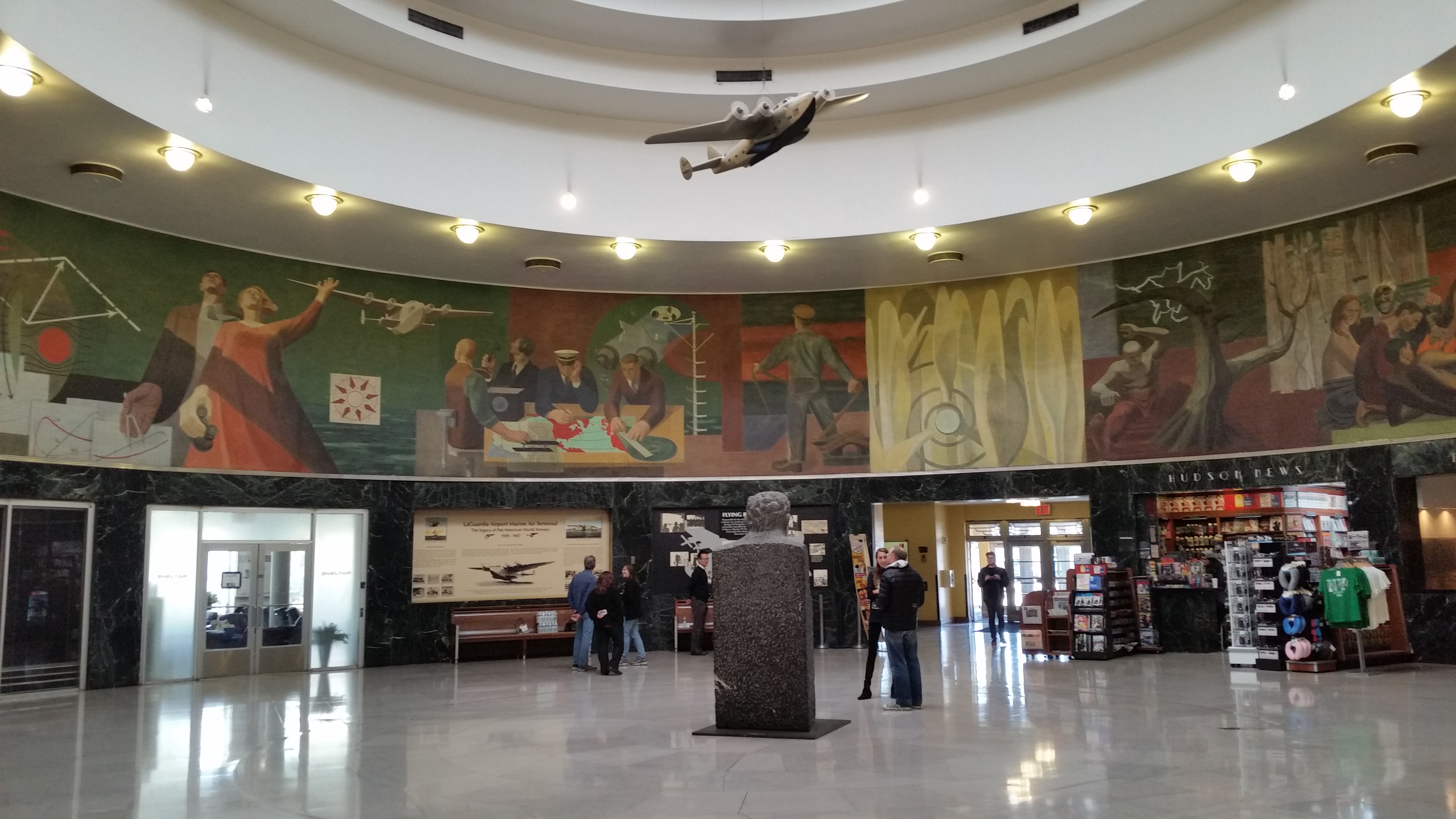
A楼内部

#### B客運大樓
B客運大樓是美国航空的基地之一，并且有许多其他航司运营。B大楼于2017年进行改建工程，拆除原A、B、C、D指廊。新的B大楼于2020年启用，由HOK建筑事务所设计。新的B客运大楼由一座大堂和两座独立的指廊组成，大堂和指廊间通过天桥连接。其中大堂至东指廊的天桥于2020年启用，西指廊于2022年1月27日启用。
大堂楼层：
| 4F |          | 天桥往东西指廊、商业                 |
| 3F | 出发     | 送客匝道、值机、安检、停车           |
| 2F | 到达     | 行李提取、租车、停车、迎客匝道、的士 |
| 1F | 公共交通 | 欢迎中心、酒店穿梭车、公共巴士       |

西指廊（11-31）
- 美国航空/美鹰航空（登机口11-31）

东指廊（40–59）
- 加拿大航空/加拿大快运航空（登机口51、52）
- 西南航空（登机口48、55、56、57）
- 联合航空/联航快运（登机口43、44、45、46、47）
- 捷蓝航空（登机口40、41、42、53、54、58、59）

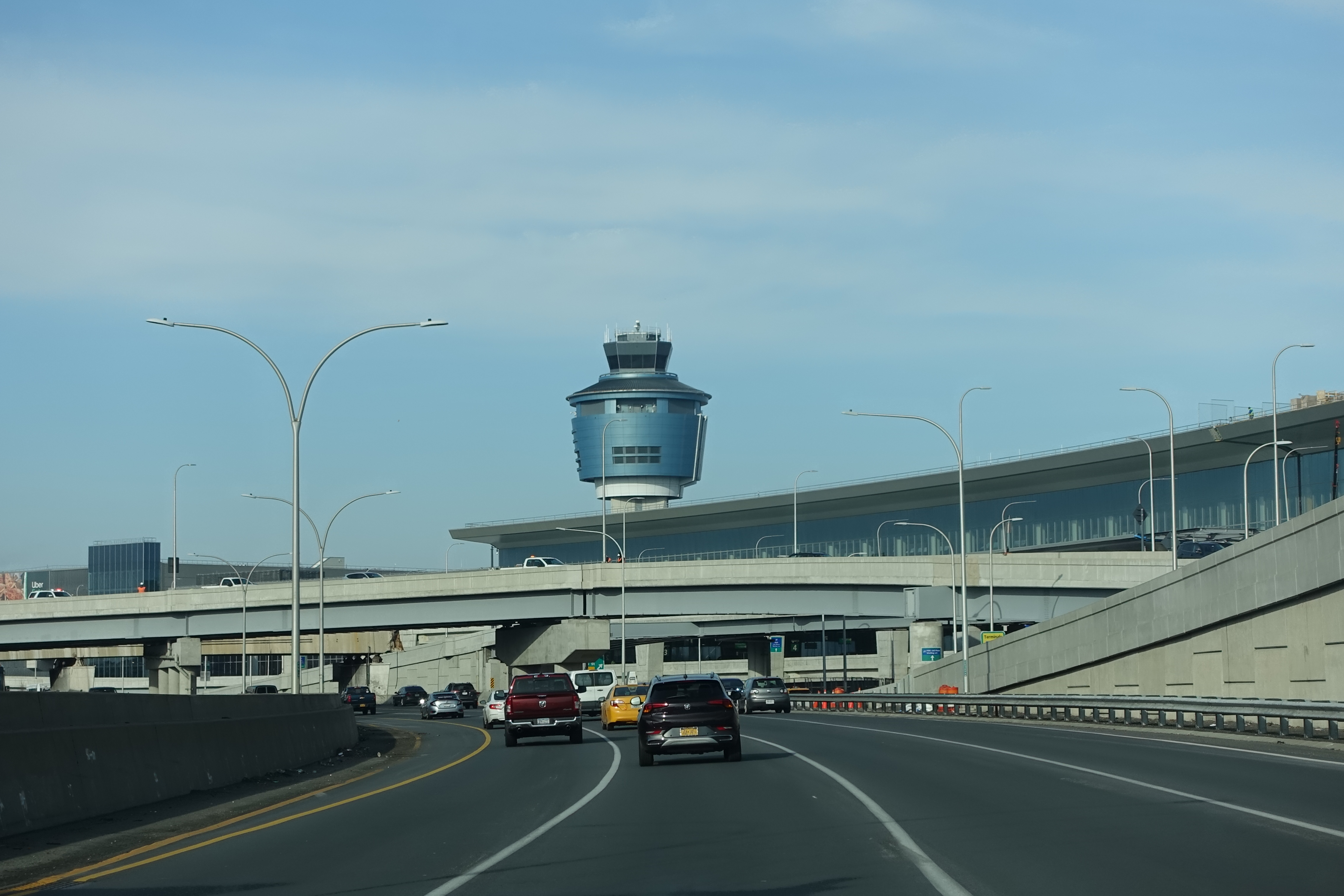
B航站楼外观及周围匝道
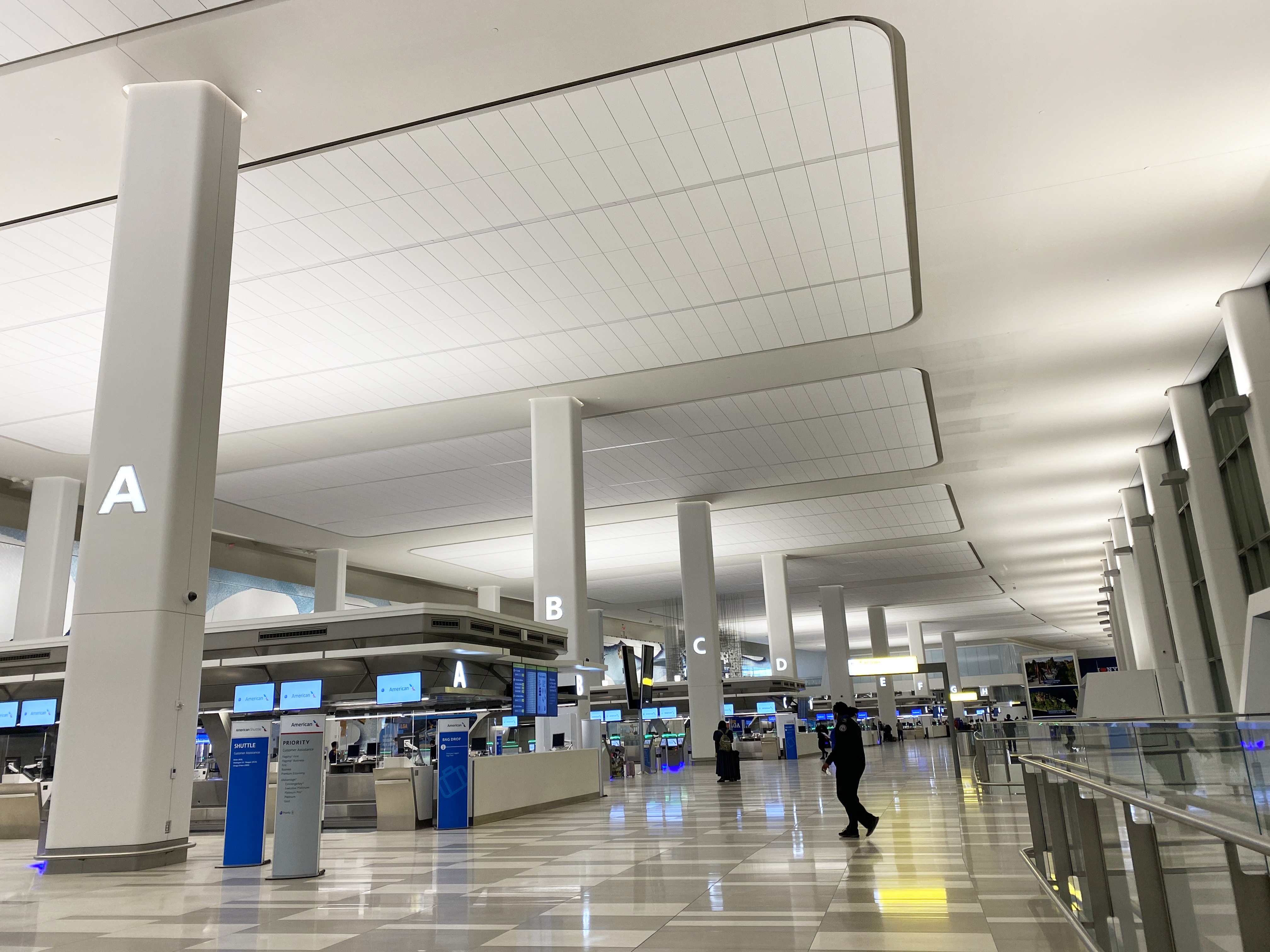
B客運大樓大堂
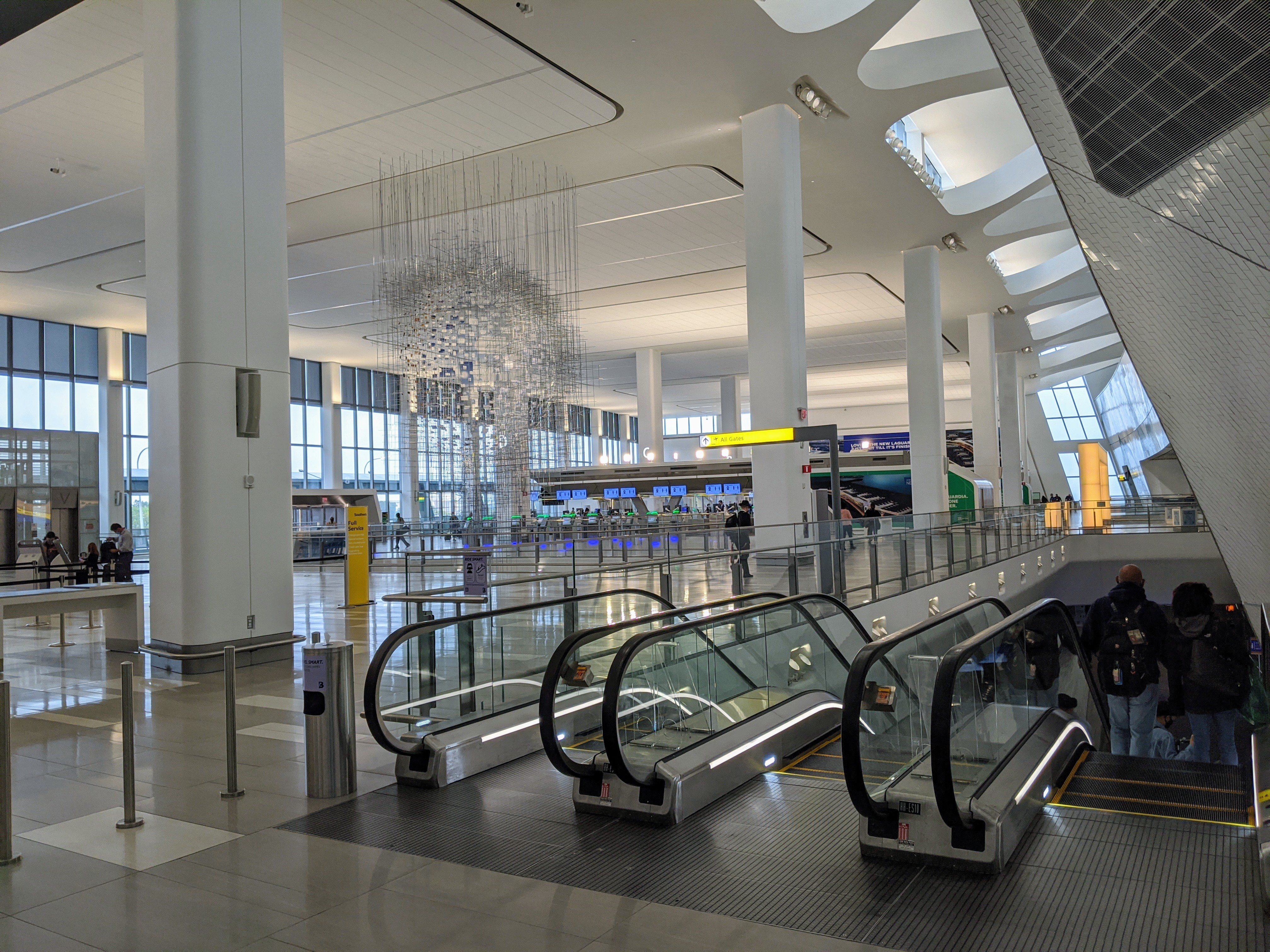
通往到达层的扶梯
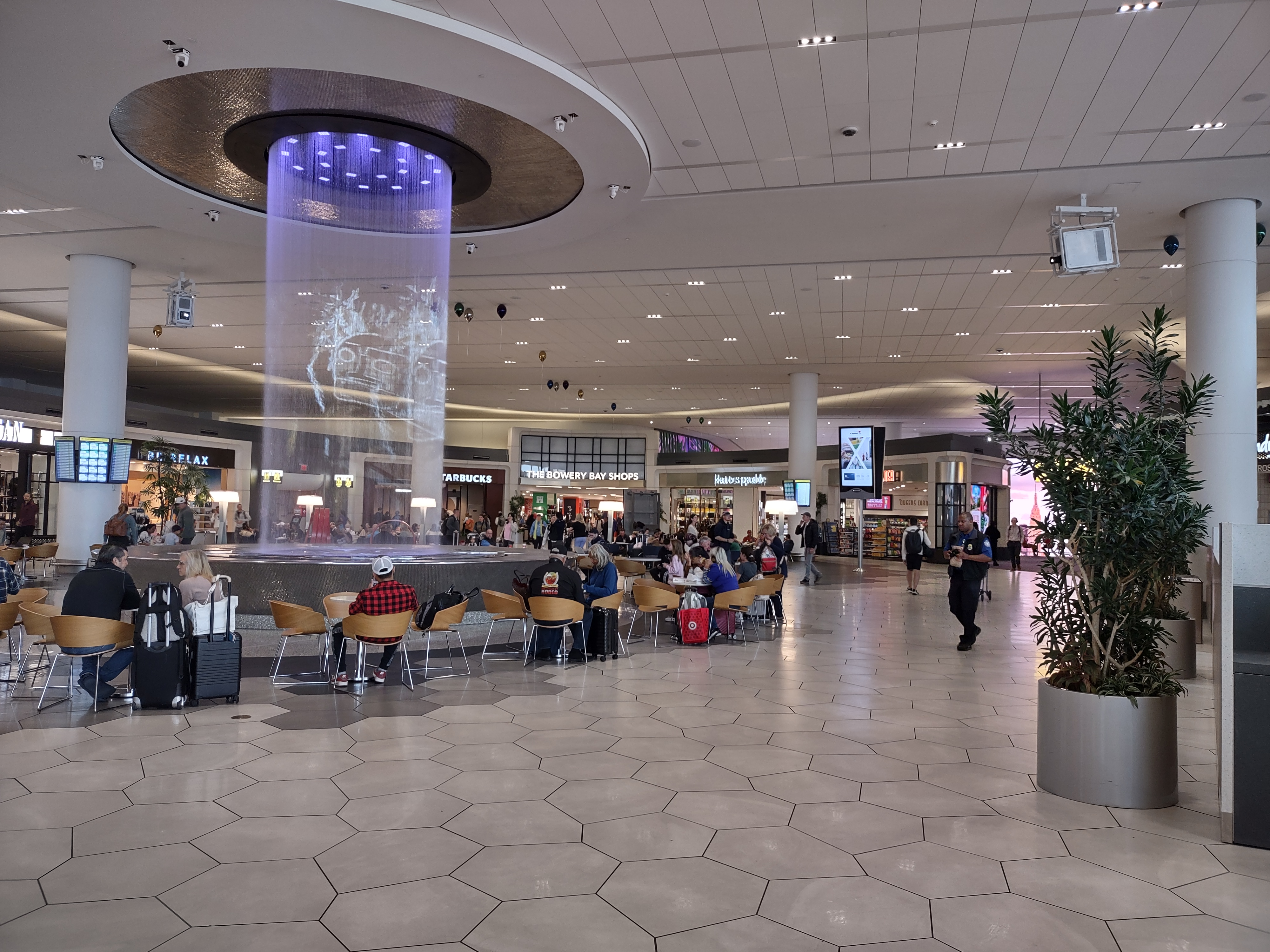
空侧商业区
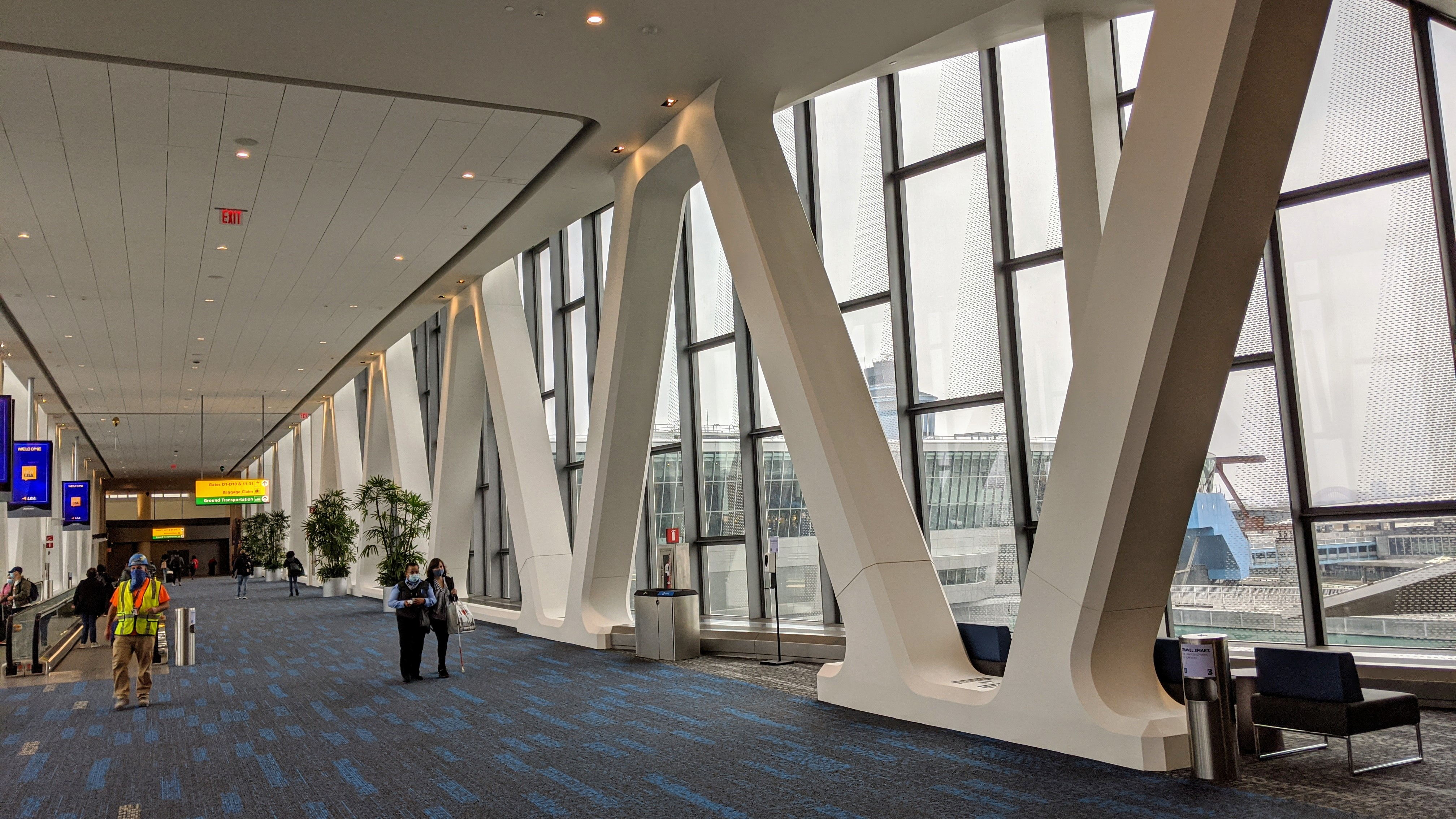
大堂连接指廊的天桥
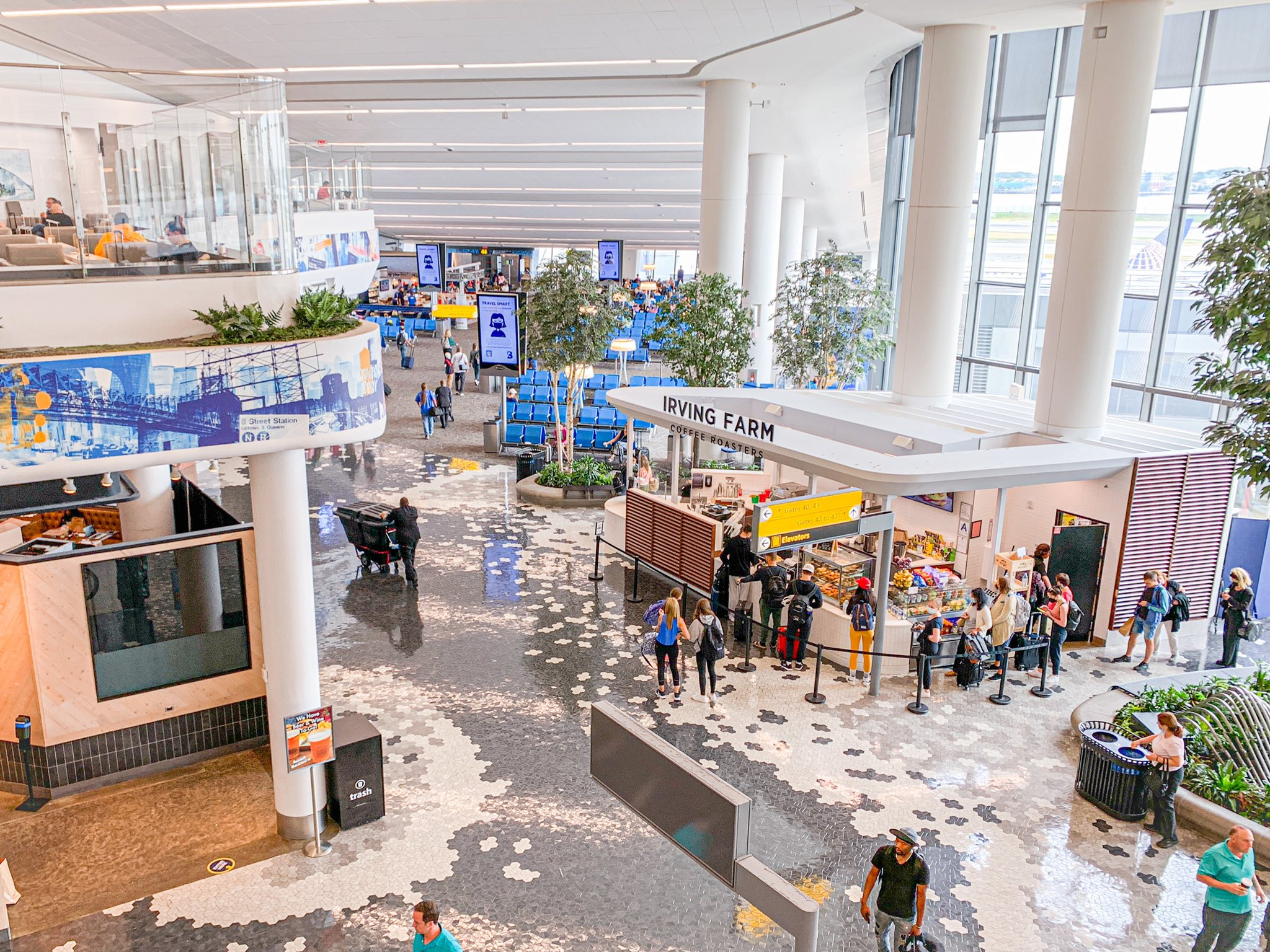
东指廊候机区

#### C客運大樓

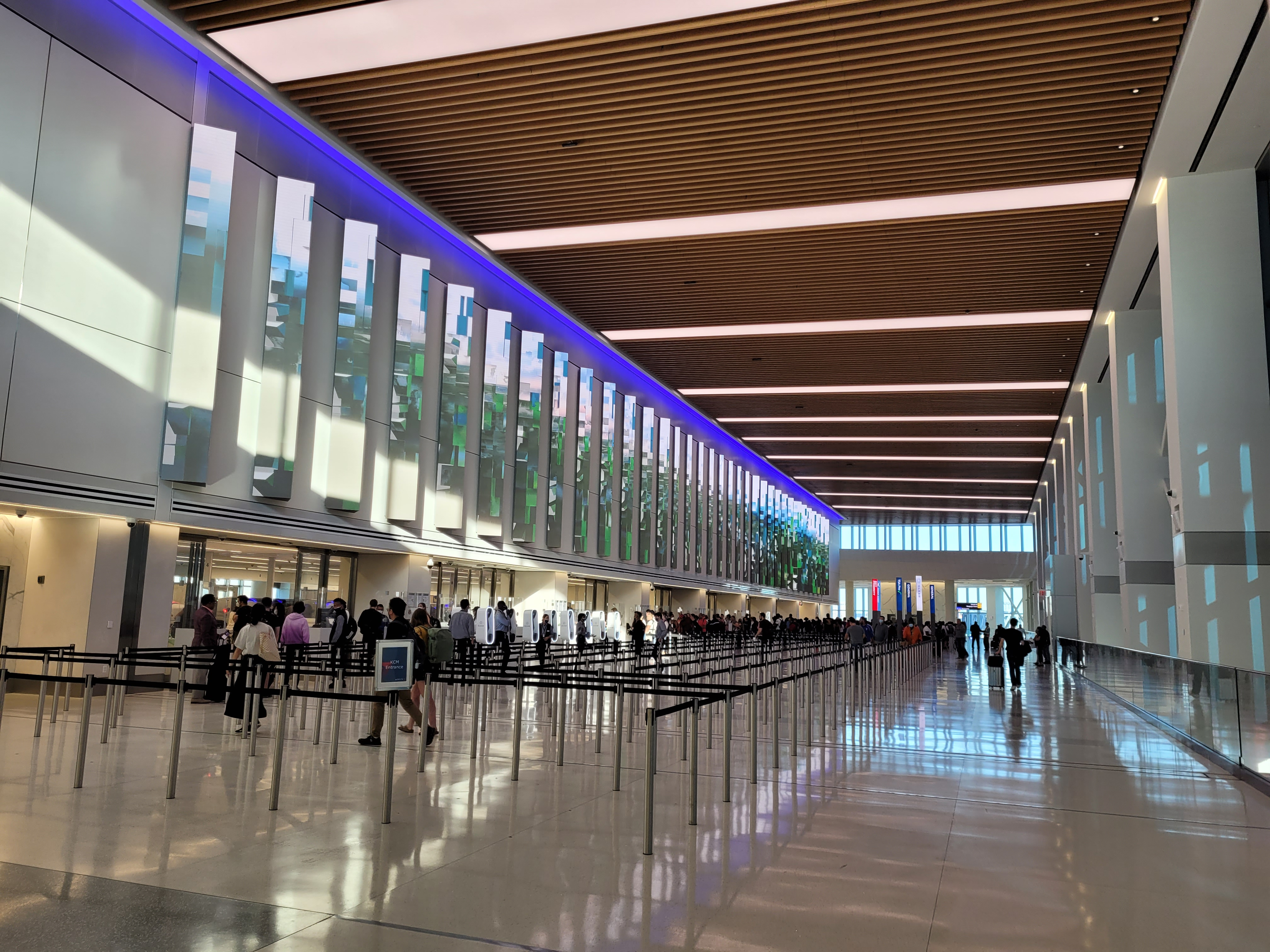
C楼的安检区域

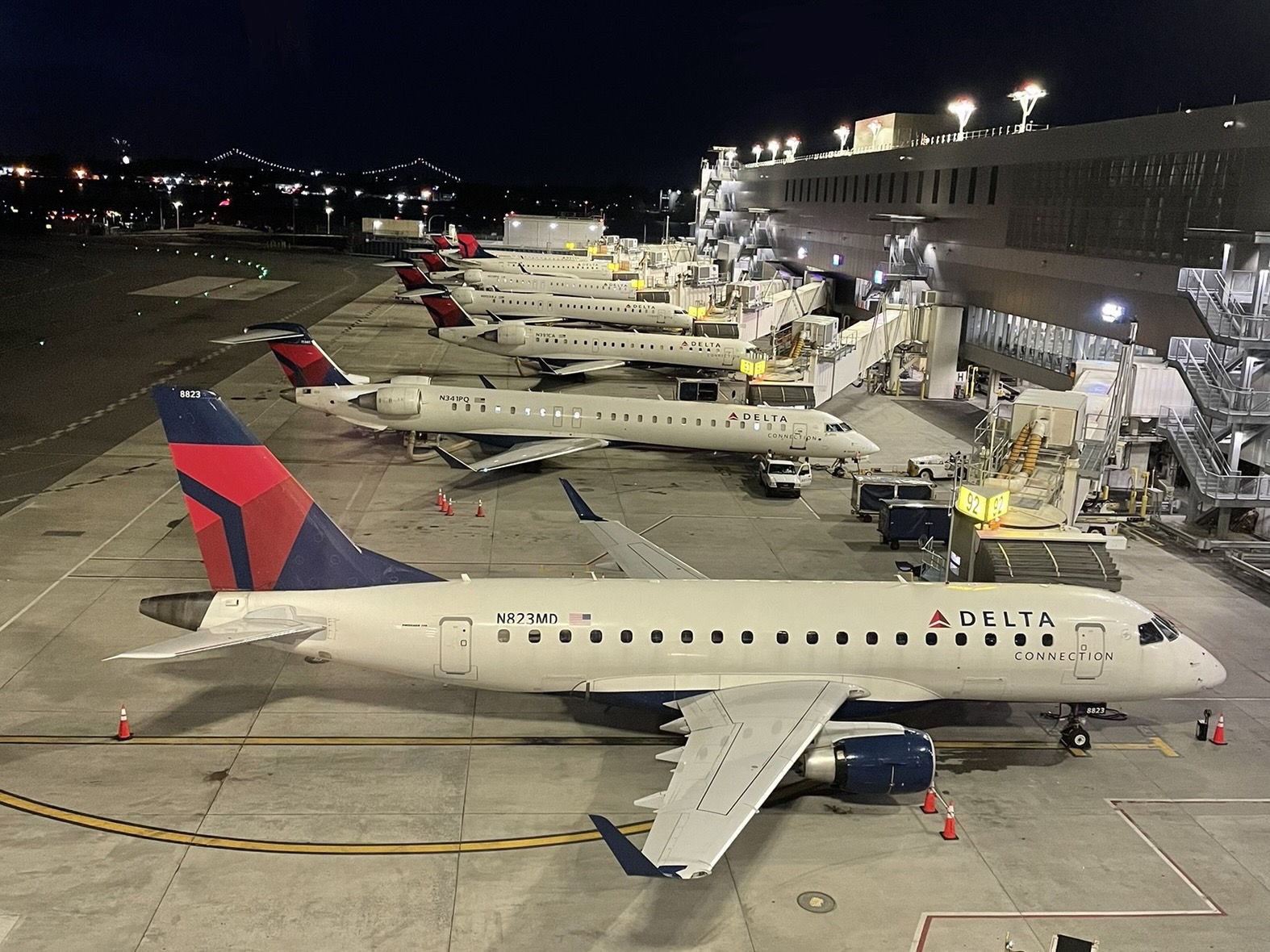
达美连接航空客机于C楼

新的C客運大樓于2022年6月4日完成，由Corgan设计，由主楼和指廊D、E、F、G组成，共有34个登机口，有达美航空、边疆航空和西捷航空运营。新的C客运大楼由旧C和D两座客运大楼整合而成，D、F指廊为既有结构改造，而E、G两座指廊则为新建。
指廊：
- 登机口60A、60B、62-29：由旧C指廊C1-C41登机口改建，用作达美航空、达美连接航空、边疆航空和西捷航空航班。改造完成后将设有61-69登机口并被归为D指廊
- 登机口70、72-29：建于2022年并被归为E指廊，用作达美航空航班。
- 登机口81-84、85A、85B和89：由旧D楼指廊D-11登机口改建，用作达美航空航班。改造完成后将设有80-89登机口并被归为F指廊。
- 登机口92-98：建于2019年并被归为G指廊，用作达美航空及达美连接航空航班

### 飞行区
拉瓜迪亚机场在启用时设有4条跑道，相互夹角45度，最长的13/31跑道长6,000英尺（1,800米）。18/36跑道在1947年发生冲出跑道事故后关闭，长4,000英尺（1,200米）的9/27跑道于1958年拆除以建设航站楼。1961年在原跑道东侧重建13/31以新建平行滑行道，长度延长至7,000英尺（2,100米）。
拉瓜迪亚机场位于纽约终端管制。拉瓜地亞機場以东为肯尼迪机场进近空域。两场进近以拿骚县贝尔蒙特公园为基准的“贝尔蒙特空域”为界，拉瓜迪亚机场进场、离场航班主要使用“贝尔蒙特空域”以西、以北区域。拉瓜迪亚离场和肯尼迪进近管制根据风向、能见度决定两场的进近方式和“贝尔蒙特空域”的使用权。
拉瓜迪亚机场有以下运行模式：
- 北风：31降落、04起飞
- 南风：31降落、22起飞
- 北风：22降落：13起飞
- 南风：04降落、13起飞

为减少噪音和避免肯尼迪机场进近路线冲突，拉瓜迪亚机场有以下进、离场程序：
- 31跑道“高速目视进近”：进近飞机在布鲁克林上空向北进近，在位于布鲁克林-皇后高速（英语：Interstate 278）和长岛高速立交桥上空时向东转向至85度并继续沿长岛高速进近，飞跃法拉盛草原可乐娜公园后在法拉盛湾（英语：Flushing Bay）上空左转135度对准31跑道五边降落。
- 13跑道“法拉盛爬升”：当起飞飞机于13跑道起飞后，飞跃法拉盛市中心后左转
- 13跑道“白石爬升”：当起飞飞机于13跑道起飞后，在法拉盛湾上空右转，绕过法拉盛市中心后转向北至布朗克斯白石大橋。
- 13跑道“康尼爬升”：当起飞飞机于13跑道起飞后，在法拉盛湾上空右转至康尼岛[24]

## 地面交通

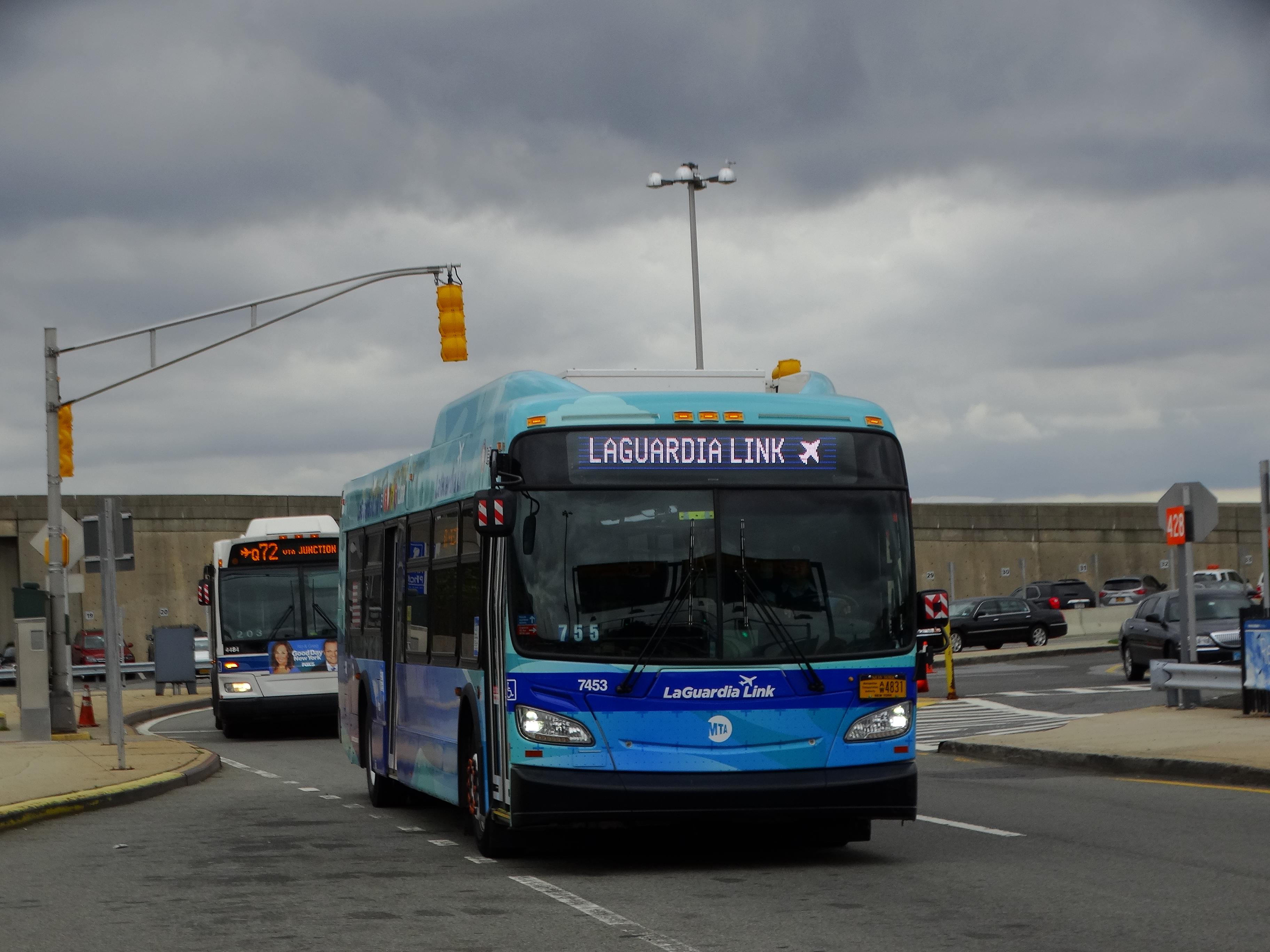
纽约市巴士Q70线“拉瓜迪亚联络线”

机场主要通过大中央快速路连接纽约市道路网。截至2021年，機場及周邊範圍的公共交通只有巴士。所有航站樓都有低地台MTA巴士停靠，包括兩條特選巴士服務，以及無論OMNY還是都會卡都提供免費紐約地鐵轉乘優惠。
- M60特选巴士（英语：M60 (New York City bus)）（所有航站楼，连接机场，大都会北方铁路的哈莱姆-125街站（英语：Harlem–125th Street station）与哥伦比亚大学）
- Q47（英语：Q47 (New York City bus)）（仅航站楼A）
- Q48（英语：Q48 (New York City bus)）（所有航站楼，连接机场与法拉盛）
- Q70“拉瓜迪亚联络线”特选巴士（英语：Q70 (New York City bus)）（停靠航站楼B、C，连接机场与长岛铁路伍德赛德站（英语：Woodside station (LIRR)）和地铁傑克遜高地-羅斯福大道／74街車站，中途不停站）
- Q72（英语：Q72 (New York City bus)）（仅航站楼B、C，行走于Junction Blvd，连接机场与63徑-雷哥公園車站）

2022年4月1日，纽约州长霍楚宣布Q70自5月1日起免费。
机场内部同时提供联络不同航站楼的穿梭巴士。

## 外部連結
- 官方网站 （英文）